# Colectivizarea în Uniunea Sovietică
În Uniunea Sovietică, colectivizarea a fost o politică introdusă la sfârșitul celui de-al treilea deceniu al secolului trecut, o contopire a proprietăților funciare private și a forței de muncă individuală în cooperative numite ferme agricole colective  (în  limba rusă колхоз, kolhoz) și ferme agricole de stat (совхоз, sovhoz). Această politică avea ca scop creșterea producției agricole prin punerea agriculturii sub controlul statului. Avea, de asemenea, și un important scop politic, ca un pas înainte către comunism, prin deposedarea culacilor (chiaburilor) de proprietățile agricole și funciare și transferarea lor către pătura țăranilor săraci colectiviști. 

## Agricultura tradițională
În Imperiul Rus, reforma lui Stolîpin a fost inițiată pentru a asigură dezvoltarea capitalismului în agricultură, prin impulsionarea creării unor ferme mari. Primul război mondial și revoluția  a stopat acest proces în Rusia. În timpul revoluției, marile proprietăți agricole au fost confiscate de țărani și împărțite în conformitate cu sloganul la modă în acele timpuri "Pământul – țăranilor!" Pământurile confiscate de la marii latifundiari și de la "chiaburi" produceau înainte de revoluție aproximativ 70 % din cerealele de pe piață care erau disponibile pentru export. Înainte de revoluție, țăranii dețineau controlul a 2.100.000 km² de teren împărțite în 16 milioane de proprietăți agricole. După revoluție până la colectivizare, țăranii au avut controlul asupra 3.140.000 km² terenuri agricole împarțite între 25 de milioane de proprietari. Înainte de revoluție, țărănii produceau 50% dintre recoltele de cereale și consumau 60 % din recolta totală. După revoluție proporția s-a schimbat la 85 % produs –  80 % consumat. Acest rezultat a făcut să apară unele cantități de cereale ce puteau fi vândute pe piața, inclusiv la export. 
Deși condițiile variau pe vastul teritoriu rusesc, iar diferitele grupuri etnice aveau tradiții agricole diverse, exploatarea pământului în Rusia Europeană și în Siberia se baza pe munca a unei mulțimi de mici proprietari, care ori locuiau în așezări izolate, hutoare, sau în sate. Terenurile erau așezate în fâșii separate de haturi și erau lucrate cu ajutorul echipamentelor agricole trase de cai. Țăranii bogați aveau 2 sau trei cai, 4 sau mai multe vaci și munceau, uneori cu ajutorul muncitorilor sezonieri,  12 până la 16 hectare. Țăranii săraci nu-și puteau permite uneori nici măcar un cal.

## Nevoile de alimente ale orașelor
Primul război mondial, Revoluția din Octombrie și războiul civil care a urmat a dezorganizat producția agricolă și distribuirea alimentelor în Rusia. Datorită prăbușirii producției industriale și a sistemului monetar, țăranii erau puțin interesați să-și vândă produsele. Ei aveau încredere în rublă, cantitățile de alimente pentru vânzare fiind foarte reduse din acest motiv. În timpul războiului civil, autoritățile au pus în practică politica comunismului de război. În agricultură s-a apelat pe scară largă la rechizițiile de alimente în conformitate cu cotele (продразверстка) stabilite de autoritățile bolșevice, membrii comunităților săteștii fiind uneori ținuți ostatici până la livrarea întregii cantități de produse cerute de stat. Noua Politică Economică (NEP) a înlocuit rechizițiile cu impozitele pe produsele alimentare (продналог). Aceasta a dus însă la îmbunătățirea situației materiale a păturii capitaliste a țărănimii și anume a chiaburilor – culaci – ceea ce era inacceptabil pentru comuniști. 

### Criza din 1928
Conducerea bolșevică a identificat greutăți în aprovizionarea cu cereale la începutul anului 1928 (care implica recolta anului 1927), apreciind că ar exista o criză în agricultură. Stalin a dat vina pe chiaburi, pe care-i acuza că ar fi sabotat colectarea cerealelor. Planul de colectare a cerealelor la prețul stabilit de stat nu a fost îndeplinit cu aproximativ cu 2 milioane de tone. Recolta a fost bună, dar a fost stocată în hambare. Politburo a refuzat să ridice prețul de achiziție, în loc de aceasta dispunând confiscarea a 2,5 milioane tone de cereale.
Confiscările de alimente au descurajat țăranii să mai cultive pământul, iar în 1928 s-au recoltat și mai puține cereale decât cu un an înainte, și s-a recurs din nou la măsuri de rechiziționare. În 1929 mișcarea de rezistență a țăranilor a devenit generală, au apărut revolte, alimentele au început să fie ascunse, îngropate sau vândute în loc să fie predate. Atunci când nu mai puteau ascunde sau nu mai puteau scăpa de recolte sau furaje, acestea erau arse sau aruncate în râuri.
Comitetul Central a hotărât în noiembrie 1929 să înceapă un program național de colectivizare. Colectivizarea era un proces încurajat încă din timpul revoluției, dar numai 2% dintre gospodării erau cuprinse în acest sistem până în 1928. Situația raportată plenului de către Stalin și Molotov a fost denaturată, fiind prezentată în mod exagerat dorința țăranilor de a se organiza în colhozuri, până în noiembrie 1929 reușindu-se o colectivizare voluntară a aproximativ 7,6 % dintre gospodării. 
Stalin a declarat: "Țara noastră va reuși, în cam trei ani, să devină una dintre cele mai mari producătoare de cereale, dacă nu chiar cea mai mare, din întreaga lume." Observatori de mai târziu au ajuns la concluzia că această criză putea fi evitată printr-o politică de prețuri corectă, prin instituirea unui mecanism de piață și prin creșterea productivității în micile ferme existente.

## Scopuri ale colectivizării

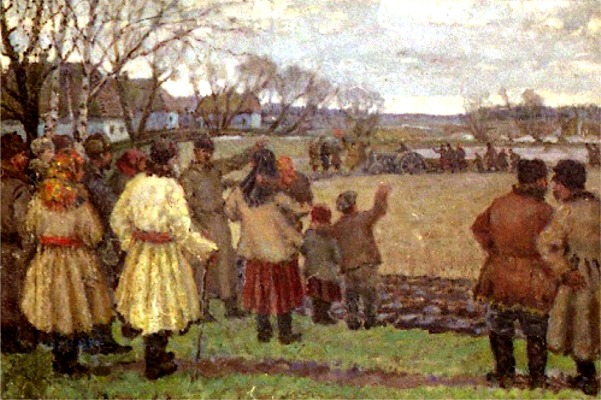
"Primul tractor" de Vladimir Krihațki

Colectivizarea a căutat să modernizeze agricultura sovietică, să consolideze marile proprietăți agricole formate din parcele care puteau fi exploatate cu ajutorul utilajelor moderne și a ultimelor metode științifice. De fapt, tractorul american model Ford (numit "Фордзон" în limba rusă) a fost cea mai bună armă propagandistică în favoarea colectivizării. Partidul Comunist, care a adoptat un plan în 1929, a prevăzut o creștere de 200 % a producției industriale și una de 50 % a celei agricole. 
Aveau să fie atinse și scopuri ideologice și sociale prin mobilizarea țăranilor în intreprinderi economice cooperatiste, iar, pe plan secundar, aveau să fie asigurate și servicii sociale pentru populație. 
S-a sperat că procesul colectivizării va fi finalizat prin acțiuni voluntare. Atunci când s-a dovedit că colectivizarea nu a putut atrage numărul mare de țărani la care se spera, guvernul a ales calea îndeplinirii forțate a planului.  
Date fiind sarcinile primului plan cincinal, statul a trecut la un control al agriculturii și mai intens, sperând ca astfel să obțină alimente pentru orașele în continuă expansiune cât  și pentru export, de unde avea să vină valuta străină  necesară pentru importul de tehnologie atât de necesară pentru dezvoltarea industriei grele.

## Ducerea la îndeplinire a planului de colectivizare
În mod pur teoretic, țăranii săraci fără pământ erau marii beneficiari ai colectivizării, deoarece li se promitea șansa să primească o parte egală în muncă și beneficiile acesteia. Pentru cei care aveau pământ însă, colectivizarea însemna predarea către colhozuri a tuturor proprietăților și inventarului agricol și vânzarea celei mai mari părți a alimentelor către stat la prețuri scăzute, fixate pe cale administrativă și de aceea ei s-au opus ideii. Mai mult decât atât, colectivizarea a implicat schimbări în modul tradițional de viață al satului rusesc, și asta într-o perioadă  foarte scurtă de timp, cu toate că în Rusia exista o tradiție îndelungată a muncii în obștile sătești. Schimbările au fost și mai dramatice în alte regiuni ale Uniunii Sovietice: Ucraina, care avea o tradiție importantă a muncii în ferme individuale, sau în republicile din Asia Centrală și în stepele din zona fluviului Volga, unde a avea turme de animale nu era numai o problemă de supravietuire, dar și una de mândrie. 
Datorită tuturor acestor factori mai sus menționați, cât și a altora, opoziția la colectivizare s-a manifestat foarte puternic în rândul populației rurale înstărită sovietice. Pentru acest motiv, cel puțin la început, s-au luat măsuri mai puțin radicale pentru a-i încuraja pe țărani să lucreze pământul în comun în cooperative agricole, așa cum au fost "Întovărășirile pentru Munca în Comun a Pământului" (Товарищество по совместной обработке земли, ТОЗ). Au fost înființate diverse cooperative pentru prelucrarea produselor agricole. 
Până în cele din urmă, în noiembrie 1929, Comitetul Central al Partidului Comunist a luat hotărârea trecerii la colectivizarea forțată. Așa a luat sfârșit Noua Politică Economică (NEP), care permitea țăranilor să-și vânda surplusul de produse agricole pe piața liberă. Confiscările de cereale s-au intensificat, și țaranii bogați – culacii – au fost forțați să se înscrie în cooperative agricole, pierzându-și astfel dreptul de proprietate asupra loturilor individuale. Stalin a hotărât deportarea unui mare numar de culaci (chiaburi) în colhozuri din zone foarte îndepărtate ale țării, precum era Siberia, sau în lagăre de muncă. S-a calculat că 20 % dintre membrii familiiilor chiaburești deportate, printre aceștia multe femei și mulți copii, au murit. În total, peste 6 milioane de chiaburi și-au pierdut viața datorită condițiilor din timpul transportului, sau datorită muncii istovitoare din lagărele de muncă . Ca urmare, mulți astfel de țărani s-au angajat în acțiuni de rezistență armată. O altă formă de protest a fost sacrificarea animalelor pentru a nu le preda la fermele colective, ceea ce a produs o scădere foarte importantă a turmelor de animale. 
Pentru a ajuta colectivizarea, partidul a decis să trimită 25.000 de muncitori din orașe, care aveau o  "înaltă conștiință socială", în zonele rurale. Această acțiune a avut loc în perioada 1929 – 1933, muncitorii fiind cunoscuți sub numele de cei douăzeci și cinci de mii. Brigăzi de șoc au fost folosite împotriva țăranilor care se opuneau cooperativizării ca și pentru îndepărtarea celor care erau considerați culaci (chiaburi) și "sprijinitori ai chiaburilor".
Prețul colectivizării a fost așa de ridicat, încât numărul ziarului Pravda din 2 martie 1930 a publicat articolul lui Stalin Amețiți de succes, în care el îi descuraja pe cei supra-zeloși: 
"Este un adevăr că până pe 20 februarie a.c., 50% dintre fermele țărănești din tot URSS-ul au fost colectivizate. Asta înseamnă că, până pe 20 februarie 1930, noi am depășit planul cincinal la colectivizare cu mai mult de 100% ... unii dintre tovarășii noștri au fost amețiți de succes și și-au pierdut pentru moment limpezimea minții și viziunea cumpătată."
După publicarea acestui articol, presiunea pentru colectivizare a mai scăzut pentru un timp, unii dintre țărani începând să părăsească colhozurile. Dar, în scurtă vreme, eforturile de colectivizare au reînceput, până în 1936 aproximativ 90 % din agricultura sovietică era colectivizată. Datorită cotelor de stat fosrte ridicate, deseori țăranii căpătau drept plată a muncii lor mai puține produse decât în perioada dinaintea colectivizării și în multe cazuri ei au refuzat să mai muncească. În foarte multe cazuri, efectul imediat al colectivizării a fost reducerea producției de cereale și scăderea la jumate a șeptelului. 
În ciuda planurilor inițiale, colectivizarea și recoltele proaste din anii 1932 și 1933 au dus la o situație total diferită de cea la care se așteptaseră liderii comuniști. Comitetul Central al Partidului Comunist a dat însă vina pe culaci, care ar fi organizat rezistența împotriva colectivizării. Era adevărat că,  în parte, țăranii stocaseră cerealele în așteptarea unor prețuri mai mari și că în special chiaburii se opuseseră colectivizării. Fuseseră acte de sabotaj, (arderi ale recoltelor, măcelăriri ale animalelor), acte de distrugere a proprietăților și atacuri asupra conducătorilor sau membrilor fermelor cooperatiste. 
Guvernul sovietic a răspuns acestor acte de sabotaj prin tăierea aprovizionării cu alimente a zonelor unde se manifesta opoziție la colectivizare, în special în Ucraina. Aceste sabotaje și acțiuni guvernamentale a dus la ceea ce istoricii ucraineni au denumit Holodomor. Acest 'Holodomor' este adesea socotit responsabil pentru moartea a unui mare număr de ucraineni, între 6 și 10 milioane de oameni. Mulți chiaburi sabotori și alți opozanți ai colectivizării, ("sprijinitori ai chiaburilor"), au fost executați sau au fost trimiși în lagărele de muncă forțată. Familiile de chiaburi au fost deportate în Siberia și în Kazahstan, mulți dintre ei murind în timpul transportului. 
Pe 7 august 1932, s-a emis Decretul pentru protejarea proprietății socialiste, stabilindu-se că furtul din colhozuri și din proprietatea cooperativelor se pedepsea cu moartea, iar în cazul existenței unor circumstanțe atenuante, cu cel puțin 10 ani de închisoare. În timpul a ceea ce unii au numit Legea spicelor ("Закон о колосках"), țăranii (inclusiv copii) care adunau cerealele căzute pe câmp după recoltare,  erau arestați pentru atentat la producția de grâne a statului. Există aprecieri că numai în perioada august 1932 – decembrie 1933 au fost pedepsiți aproximativ 125.000 de persoane numai pentru această prevedere particulară a legii.

## Asia Centrală și Kazahstan
În zonele în care cea mai importantă activitate agricolă a nomazilor era creșterea animalelor, colectivizarea s-a lovit de rezistența hotărâtă a deținătorilor de turme, rezultatul fiind o scădere masivă a numărului de animale și confiscarea celor rămase în viață. Șeptelul  a scăzut în Kazahstan de la 7 milioane de capete de vite la 1,6 milioane și de la 22 de milioane de capete de ovine  la 1,7 milioane. Restricțiile impuse migrației s-au dovedit ineficiente, o jumate de milion de nomazi fugind în alte regiuni din Asia Centrală și 1,5 milioane căutându-și scăparea în China. Dintre cei rămși, aproximativ un milion au murit în timpul foametei care a urmat. În Mongolia, tară dependentă de URSS, unde s-a încercat să se aplice modelul sovietic, încercările de colectivizare au fost abandonate după pierderea a aproximativ 8 milioane de capete de animale. 

## Ucraina
Cei mai mulți istorici sunt de acord că disfuncționalitățile create de colectivizare și rezistența țăranilor au înrăutățit condițiile de viață pe timpul Marii Foamete din 1932 – 1933 în special în Ucraina, o regiune renumită pentru pământurile de bună calitate. Această perioadă are un nume special în istoriografia ucraineană: Holodomor.  Dacă într-o altă perioadă de foamete, cea din 1921 – 1923, au fost inițiate numeroase campanii de strângere a banilor și de produse alimentare pentru ajutorul celor aflați în zonele afectateacțiuni interne dar și internaționale,[nefuncțională]
 nu s-a făcut nimic similar în perioada secetei din 1932 – 1933, în principal datorită cenzurii guvernamentale. Mai mult decât atât, plecarea populației din zonele afectate a fost restricționată. 
Aproximativ 40 de milioane de oameni au fost afectați de criza de alimente, inclusiv în zonele adiacente Moscovei, rata mortalității crescând cu 50 %. Totuși, centrul zonei de foamete a fost Ucraina și regiunile înconjurătoare: regiunea fluvului Don, Kuban, Caucazul de nord și Kazahstan. Satele au fost afectate mai mult decât orașele, dar și în orașe au fost numeroase victime: 120.000 de oameni au murit în Harkov, 40.000 în Krasnodar și 20.000 în Stavropol. 
Cel puțin 4 milioane de oameni au murit în timpul Marii Foamete din Ucraina. Mulți istorici au caracterizat acest fapt drept "un genocid împotriva ucrainenilor". Vina pentru neîndeplinirea planurilor de achiziții a fost aruncată pe seama chiaburilor și a "elementelor naționaliste burgheze", luâindu-se imediat măsuri de epurare a conducerii ucrainiene a partidului comunist și a intelectualilor ucraineni. 
Presa sovitică nu a publicat nimic despre această mare foamete. Însă, jurnaliștii britanici Malcolm Muggeridge #1 Arhivat în 23 noiembrie 2005, la Wayback Machine.  și Gareth Jones #2 Arhivat în 8 aprilie 2007, la Wayback Machine. care au călătorit separat în Caucazul de nord și în Ucraina au fost martori oculari ai foametei în masă și ai terorii. Muggerredge a scis în jurnalul său: "Orice aș putea face sau scrie în viitor, nu trebuie nicoadată să pretind că nu am văzut aceste lucruri. Ideile vor veni și vor trece, dar asta este mai mult decât o idee. Sunt țăranii îngenunchiați în zăpadă care cerșeau pâine. "  Reportajele lor au fost aspru criticate de guvernul sovietic și de jurnaliștii occidentali care ședeau în Moscova și care-și bazau articolele pe propaganda oficială sovietică, (în special corespondentul din Moscova al ziarului The New York Times, Walter Duranty). Guvernul italian a primit informații demne de încredere despre foamete prin intermediul rapoartelor diplomatice din Harkov, Odessa și Novorossiisk, dar nu a dat publicității aceste informații. 
Numărul de victime continuă să fie un subiect controversat, fiind estimat la 6 milioane în cărțile unor istorici precum ar fi Robert Conquest sau Nicolas Werth.
În 1983, Serghei Maksudov, un demograf rus, comparând rezultatele recensămintelor și luând în considerație și migrația, a estimat că au fost nu mai puțin de 4,5 milioane de morți din condiții nenaturale în Ucraina între 1927 și 1938, (datorită colectivizării, dechiaburirii și epurărilor). 
Unii comuniști cum ar fi Jeff Coplon sau Ludo Martens au socotit cifre mai modeste, între câteva sute de mii și două milioane de morți.
Aceste incertitudini în legătură cu numărul total de victime datorate colectivizării sunt reflectate în cuvintele lui Nikita Hrușciov: "Poate că nu vom ști niciodată câți oameni au pierit ca rezultat direct al colectivizării, sau ca rezultat indirect al dorinței arzătoare a lui Stalin să arunce vina pentru eșecul său în sarcina altora. "

### Glasnostul și independența Ucrainei
Odată cu începerea glasnostului, Marea Foamete a devenit un subiect general de discuție în Ucraina, după o lungă perioadă de interzicere a lui de către autoritățile sovietice. Mișcarea Poporului din Ucraina – Rukh și conducătorul acesteia Mihailo Boicișin au inițiat o serie de acțiuni, inclusiv o comemeorare a ceea ce ei au denumit "genocidul", în satul Targon. S-a construit o tribună peste locul de îngropăciune a unora dintre victimile foametei. După consultarea bătrânilor, s-a făcut o listă a 360 de victime, listă care a fost publicată în ziarul Literaturnaya Ukraina, s-a ținut o slujbă religioasă care a atras atenția națiunii și care a întărit mișcarea de independență. 
În 1998, a patra sâmbăta a lunii noiembrie a fost decretată Ziua națională pentru pomenirea victimelor foametei în Ucraina. Monumentul Foametei din Piața Mihailivski din Kiev comemorează victimele Marii Foamete.

## Articole înrudite
- Agricultura în Uniunea Sovietică
- Critica comunismului
- Istoria Uniunii Sovietice (1927-1953)